# Trilasma chipinquense
Espèce
Trilasma chipinquense est une espèce d'opilions dyspnois de la famille des Nemastomatidae.

## Distribution
Cette espèce est endémique du Nuevo León au Mexique. Elle se rencontre vers Monterrey.

## Description
La femelle holotype mesure 2,7 mm.

## Systématique et taxinomie
Cette espèce a été décrite par Shear en 2010.

## Étymologie
Son nom d'espèce, composé de chipinqu[e] et du suffixe latin -ense, « qui vit dans, qui habite », lui a été donné en référence au lieu de sa découverte, Chipinque Mesa.

## Publication originale
- Shear, 2010 : « New species and records of ortholasmatine harvestmen from México, Honduras, and the western United States (Opiliones, Nemastomatidae, Ortholasmatinae). » ZooKeys, vol. 52, p. 9–45.